# جامع هيت الشرقي
جامع هيت الشرقي يُعَدُّ جامع هيت الشرقي من أبرز المعالم الدينية والتاريخية في مدينة هيت بمحافظة الأنبار، العراق. يقع الجامع على ضفاف نهر الفرات ويمتاز بتصميمه البسيط والأنيق، ويتضمن مئذنة طويلة تُزينها النقوش والزخارف الإسلامية.
يلعب الجامع دورًا مهمًا في حياة سكان هيت، فهو ليس فقط مكانًا للصلاة والعبادة، بل أيضًا مركزًا للأنشطة الاجتماعية والثقافية. تُعقد فيه الدروس الدينية وحلقات تحفيظ القرآن، مما يعزز دوره كمركز إشعاع ديني وثقافي في المدينة.

## معرض صور

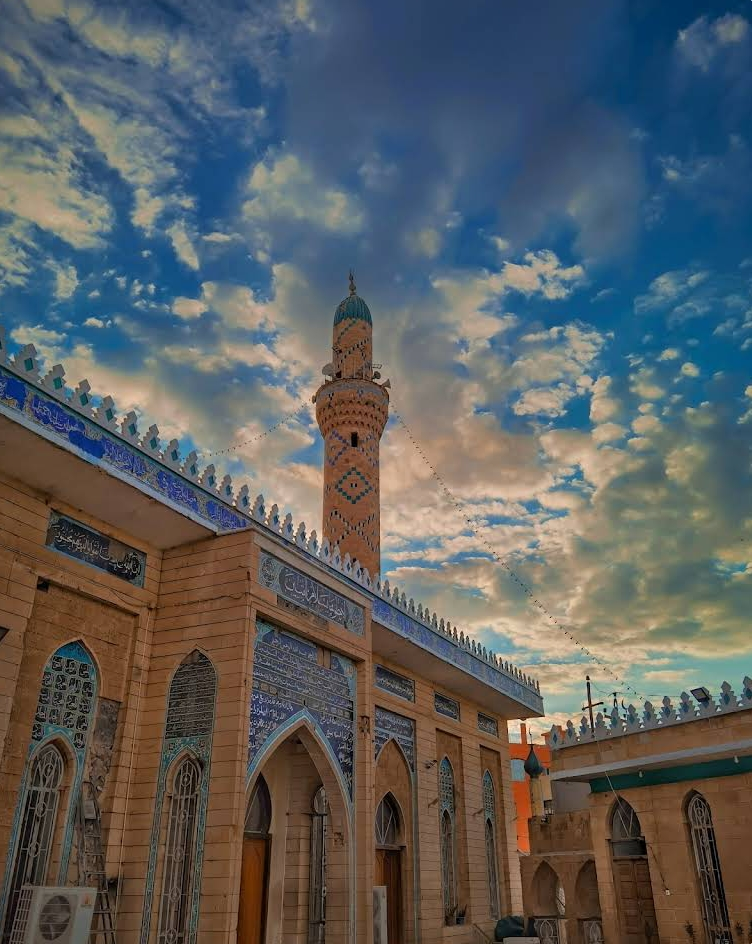
الجامع الشرقي 2024

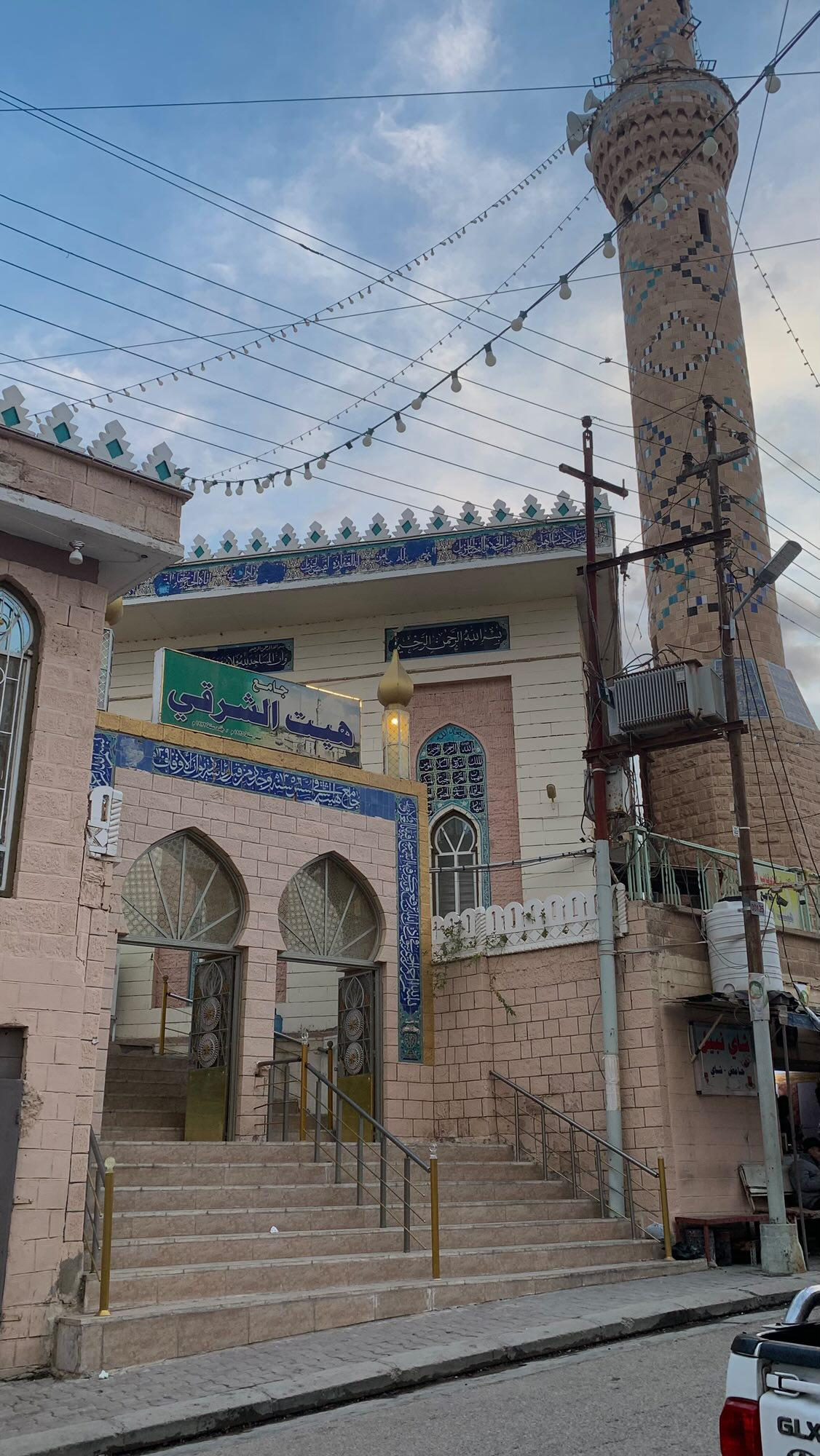

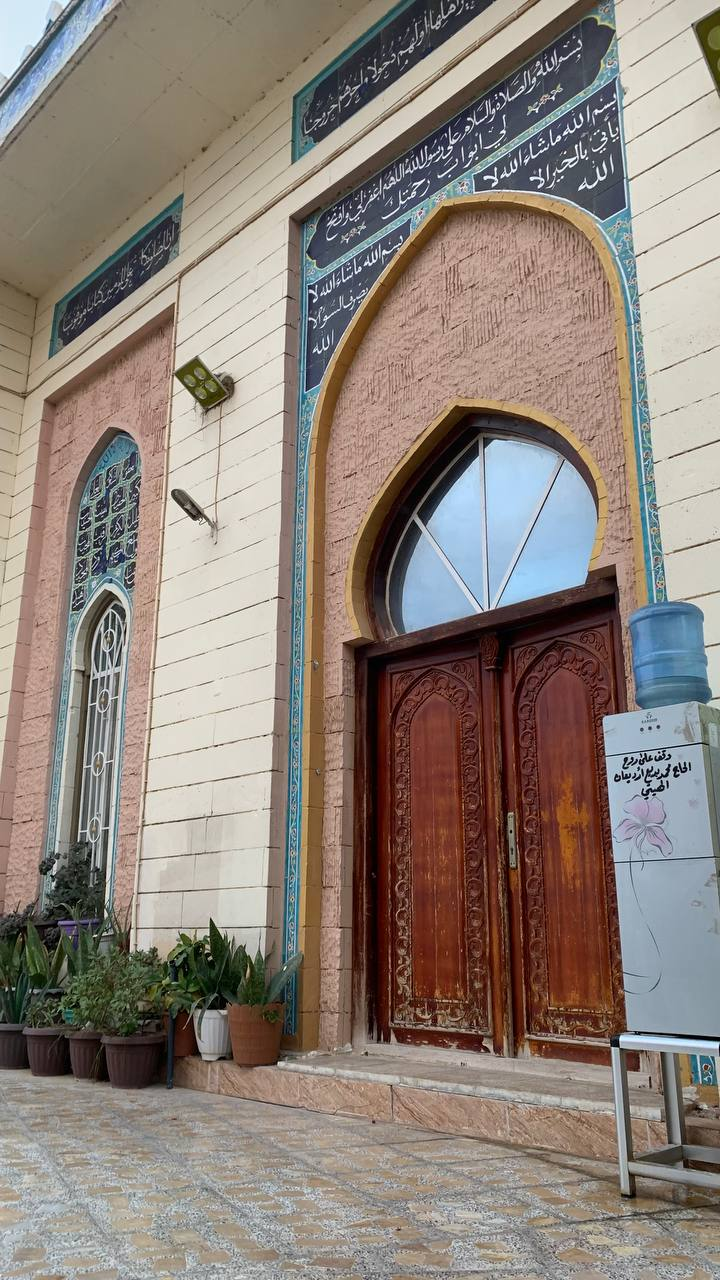